# Emma-Jane Feathery
Emma-Jane Feathery (ur. 25 grudnia 1984 w Christchurch) – nowozelandzka wioślarka.

## Osiągnięcia
- Mistrzostwa Świata – Monachium 2007 – ósemka – 9. miejsce[1].
- Mistrzostwa Świata – Poznań 2009 – dwójka bez sternika – 3. miejsce[1].